# Dogg Chit
Dogg Chit – piąty studyjny album amerykańskiego zespołu hip-hopowego Tha Dogg Pound. Został wydany 27 marca 2007 r. nakładem wytwórni Gangsta Advisory Records, D.P.G. Recordz oraz Koch Records. Gościnnie wystąpili Too Short, Snoop Dogg, RBX, The Game.
Jedynym singlem był utwór "Vibe" z udziałem rapera Snoop Dogga, do którego zrealizowano teledysk.
W pierwszym tygodniu sprzedaży osiągnął wynik jedynie 11 837 egzemplarzy. Tym samym debiutował na 77. miejscu listy sprzedaży Billboard 200.

## Lista utworów
| Nr  | Tytuł                       | Producent(ci)                                        | Goście     | Czas |
| --- | --------------------------- | ---------------------------------------------------- | ---------- | ---- |
| 1.  | "Get Out of My Way"         | Daz Dillinger                                        |            | 5:18 |
| 2.  | "I'll Bury Ya"              | Daz Dillinger & Ivan Johnson                         |            | 3:55 |
| 3.  | "Everybody"                 | Daz Dillinger & Soopafly                             |            | 4:01 |
| 4.  | "Anybody Killa"             | Daz Dillinger & Ivan Johnson Co-Producent – Soopafly | Game       | 3:59 |
| 5.  | "Mo Murder"                 | Daz Dillinger & Ivan Johnson                         |            | 4:55 |
| 6.  | "Vibe"                      | Daz Dillinger & Ivan Johnson                         | Snoop Dogg | 4:08 |
| 7.  | "Can’t Get Enough"          | Daz Dillinger & Ivan Johnson                         | Too Short  | 4:53 |
| 8.  | "Dat Ain’t My Baby"         | Daz Dillinger & Ivan Johnson                         |            | 4:30 |
| 9.  | "Thiz Gangsta Chit Iz Ourz" | Daz Dillinger & Ivan Johnson                         |            | 5:20 |
| 10. | "1 N 1 Out"                 | Daz Dillinger & Ivan Johnson                         |            | 4:35 |
| 11. | "Where U From"              | Daz Dillinger & Ivan Johnson                         | Bad Azz    | 4:17 |
| 12. | "Throw Ya Hood Up"          | Daz Dillinger & Ivan Johnson                         |            | 4:43 |
| 13. | "It'z a Good Azz Day"       | Daz Dillinger & Ivan Johnson                         |            | 4:13 |
| 14. | "Pull Ya Drawz Down"        | Daz Dillinger & Ivan Johnson                         | Snoop Dogg | 3:31 |